# Morgan Warburton
Morgan Shea Warburton, coniugata Nelson (Price, 27 aprile 1987), è un'ex cestista e allenatrice di pallacanestro statunitense.

## Carriera
È stata selezionata dalle Sacramento Monarchs al terzo giro del Draft WNBA 2009 (33ª scelta assoluta).